# Джон Нетълс
Джон Нетълс е популярен английски актьор. В България става широко известен с участието си в криминалната поредица „Убийства в Мидсъмър“.
Кариерата си започва с няколко популярни класически драматизации, между които „Ромео и Жулиета“. Самият актьор не скрива, че се чувства по-силно привързан към тайните на театралното изкуство.
Израства в приемно семейство, тъй като баща му остава неизвестен, а майка му умира на 28-годишна възраст от туберкулоза. Първоначално бъдещият актьор се ориентира към хуманитарни дисциплини, като история и философия, които изучава в университета в Саутхямптън.
По-късно, следвайки съветите на свои близки приятели, участва в театрални кастинги за актьори и по този начин се появява новото амплоа на професионален актьор.
Най-популярен става с участията си в телевизионните поредици „Бержерак“ и „Убийства в Мидсъмър“.